# Národní park Pirin
Národní park Pirin se nachází na jihozápadě Bulharska v pohoří Pirin. Byl založen 8. listopadu 1962 pod názvem Národní park Vichren a tehdy zabíral plochu okolo 62 km². V roce 1974 byl značně rozšířen až na plochu 274 km² a u této příležitosti byl i přejmenován na Národní park Pirin. V roce 1983 byl Národní park Pirin zapsán na seznam světového dědictví UNESCO. V roce 2010 bylo území parku, které se rozkládá v nadmořské výšce od  1008 do 2914 metrů, rozšířeno na 383,5 km².